# Collegio di Falkirk
Falkirk è un collegio elettorale scozzese della Camera dei Comuni del Parlamento del Regno Unito. Elegge un membro del Parlamento con il sistema maggioritario a turno unico. Il rappresentante del collegio, dal 2024, è il laburista Euan Stainbank.

## Confini
Il collegio comprende Falkirk, la città che dà il nome al collegio, e si estende verso ovest per includere Denny, Stenhousemuir e Banknock, Bonnybridge, Polmont e Larbert, oltre a Grangemouth. Il collegio sorge a sud del fiume Forth.

## Membri del parlamento
| Elezione | Elezione | Deputato       | Partito      |
| -------- | -------- | -------------- | ------------ |
|          | 2005     | Eric Joyce     | Laburista    |
|          | 2012     | Eric Joyce     | Indipendente |
|          | 2015     | John McNally   | SNP          |
|          | 2024     | Euan Stainbank | Laburista    |

## Risultati elettorali

### Elezioni negli anni 2020
| Partito                    | Partito                                  | Candidato                  | Risultati 4 luglio 2024 | Risultati 4 luglio 2024 |
| Partito                    | Partito                                  | Candidato                  | Voti                    | %                       |
| -------------------------- | ---------------------------------------- | -------------------------- | ----------------------- | ----------------------- |
|                            | Laburista                                | Euan Stainbank             | 18 343                  | 43,03                   |
|                            | SNP                                      | Toni Giugliano             | 13 347                  | 31,31                   |
|                            | Conservatore                             | James Bundy                | 3 576                   | 8,39                    |
|                            | Reform UK                                | Keith Barrow               | 3 375                   | 7,92                    |
|                            | Verdi                                    | Rachel Kidd                | 1 711                   | 4,01                    |
|                            | Liberal Democratici                      | Tim McKay                  | 1 092                   | 2,56                    |
|                            | Indipendente                             | Mark Tunnicliff            | 600                     | 1,41                    |
|                            | Alba                                     | Zohaib Arshad              | 581                     | 1,36                    |
|                            |                                          |                            |                         |                         |
| Iscritti                   | Iscritti                                 | Iscritti                   | 73 584                  | 100,00                  |
| ↳ Votanti (% su iscritti)  | ↳ Votanti (% su iscritti)                | ↳ Votanti (% su iscritti)  | 42 625                  | 57,93                   |
| ↳ Astenuti (% su iscritti) | ↳ Astenuti (% su iscritti)               | ↳ Astenuti (% su iscritti) | 30 959                  | 42,07                   |
|                            |                                          |                            |                         |                         |
|                            | Esito: collegio passa da SNP a Laburista |                            |                         |                         |

### Elezioni negli anni 2010
| Partito                    | Partito                          | Candidato                  | Risultati 12 dicembre 2019 | Risultati 12 dicembre 2019 |
| Partito                    | Partito                          | Candidato                  | Voti                       | %                          |
| -------------------------- | -------------------------------- | -------------------------- | -------------------------- | -------------------------- |
|                            | SNP                              | John McNally               | 29 351                     | 52,53                      |
|                            | Conservatore                     | Lynn Munro                 | 14 403                     | 25,78                      |
|                            | Laburista                        | Safia Ali                  | 6 243                      | 11,17                      |
|                            | Lib Dem                          | Austin Reid                | 3 990                      | 7,14                       |
|                            | Verdi                            | Tom McLaughlin             | 1 885                      | 3,37                       |
|                            |                                  |                            |                            |                            |
| Iscritti                   | Iscritti                         | Iscritti                   | 84 526                     | 100,00                     |
| ↳ Votanti (% su iscritti)  | ↳ Votanti (% su iscritti)        | ↳ Votanti (% su iscritti)  | 55 872                     | 66,10                      |
| ↳ Astenuti (% su iscritti) | ↳ Astenuti (% su iscritti)       | ↳ Astenuti (% su iscritti) | 28 654                     | 33,90                      |
|                            |                                  |                            |                            |                            |
|                            | Esito: collegio confermato a SNP |                            |                            |                            |

| Partito                    | Partito                          | Candidato                  | Risultati 8 giugno 2017 | Risultati 8 giugno 2017 |
| Partito                    | Partito                          | Candidato                  | Voti                    | %                       |
| -------------------------- | -------------------------------- | -------------------------- | ----------------------- | ----------------------- |
|                            | SNP                              | John McNally               | 20 952                  | 38,94                   |
|                            | Laburista                        | Craig Martin               | 16 029                  | 29,79                   |
|                            | Conservatore                     | Callum Laidlaw             | 14 088                  | 26,18                   |
|                            | Lib Dem                          | Austin Reid                | 1 120                   | 2,08                    |
|                            | Verdi                            | Debra Pickering            | 908                     | 1,69                    |
|                            | UKIP                             | Brian Smith                | 712                     | 1,32                    |
|                            |                                  |                            |                         |                         |
| Iscritti                   | Iscritti                         | Iscritti                   | 82 151                  | 100,00                  |
| ↳ Votanti (% su iscritti)  | ↳ Votanti (% su iscritti)        | ↳ Votanti (% su iscritti)  | 53 809                  | 65,50                   |
| ↳ Astenuti (% su iscritti) | ↳ Astenuti (% su iscritti)       | ↳ Astenuti (% su iscritti) | 28 342                  | 34,50                   |
|                            |                                  |                            |                         |                         |
|                            | Esito: collegio confermato a SNP |                            |                         |                         |

| Partito                    | Partito                                  | Candidato                  | Risultati 7 maggio 2015 | Risultati 7 maggio 2015 |
| Partito                    | Partito                                  | Candidato                  | Voti                    | %                       |
| -------------------------- | ---------------------------------------- | -------------------------- | ----------------------- | ----------------------- |
|                            | SNP                                      | John McNally               | 34 831                  | 57,72                   |
|                            | Laburista                                | Karen Whitefield           | 15 130                  | 25,07                   |
|                            | Conservatore                             | Alison Harris              | 7 325                   | 12,14                   |
|                            | UKIP                                     | David Coburn               | 1 829                   | 3,03                    |
|                            | Lib Dem                                  | Galen Milne                | 1 225                   | 2,03                    |
|                            |                                          |                            |                         |                         |
| Iscritti                   | Iscritti                                 | Iscritti                   | 83 342                  | 100,00                  |
| ↳ Votanti (% su iscritti)  | ↳ Votanti (% su iscritti)                | ↳ Votanti (% su iscritti)  | 60 340                  | 72,40                   |
| ↳ Astenuti (% su iscritti) | ↳ Astenuti (% su iscritti)               | ↳ Astenuti (% su iscritti) | 23 002                  | 27,60                   |
|                            |                                          |                            |                         |                         |
|                            | Esito: collegio passa da Laburista a SNP |                            |                         |                         |

| Partito                    | Partito                                | Candidato                  | Risultati 6 maggio 2010 | Risultati 6 maggio 2010 |
| Partito                    | Partito                                | Candidato                  | Voti                    | %                       |
| -------------------------- | -------------------------------------- | -------------------------- | ----------------------- | ----------------------- |
|                            | Laburista                              | Eric Joyce                 | 23 207                  | 45,70                   |
|                            | SNP                                    | John McNally               | 15 364                  | 30,26                   |
|                            | Conservatore                           | Katie Mackie               | 5 698                   | 11,22                   |
|                            | Lib Dem                                | Kieran Leach               | 5 225                   | 10,29                   |
|                            | UKIP                                   | Brian Goldie               | 1 283                   | 2,53                    |
|                            |                                        |                            |                         |                         |
| Iscritti                   | Iscritti                               | Iscritti                   | 81 898                  | 100,00                  |
| ↳ Votanti (% su iscritti)  | ↳ Votanti (% su iscritti)              | ↳ Votanti (% su iscritti)  | 50 777                  | 62,00                   |
| ↳ Astenuti (% su iscritti) | ↳ Astenuti (% su iscritti)             | ↳ Astenuti (% su iscritti) | 31 121                  | 38,00                   |
|                            |                                        |                            |                         |                         |
|                            | Esito: collegio confermato a Laburista |                            |                         |                         |

### Elezioni negli anni 2000
| Partito                    | Partito                                      | Candidato                  | Risultati 5 maggio 2005 | Risultati 5 maggio 2005 |
| Partito                    | Partito                                      | Candidato                  | Voti                    | %                       |
| -------------------------- | -------------------------------------------- | -------------------------- | ----------------------- | ----------------------- |
|                            | Laburista                                    | Eric Joyce                 | 23 264                  | 50,85                   |
|                            | SNP                                          | Laura Love                 | 9 789                   | 21,40                   |
|                            | Lib Dem                                      | Callum Chomczuk            | 7 321                   | 16,00                   |
|                            | Conservatore                                 | David Potts                | 4 538                   | 9,92                    |
|                            | Socialista                                   | Danny Quinlan              | 838                     | 1,83                    |
|                            |                                              |                            |                         |                         |
| Iscritti                   | Iscritti                                     | Iscritti                   | 76 761                  | 100,00                  |
| ↳ Votanti (% su iscritti)  | ↳ Votanti (% su iscritti)                    | ↳ Votanti (% su iscritti)  | 45 750                  | 59,60                   |
| ↳ Astenuti (% su iscritti) | ↳ Astenuti (% su iscritti)                   | ↳ Astenuti (% su iscritti) | 31 011                  | 40,40                   |
|                            |                                              |                            |                         |                         |
|                            | Esito: collegio a Laburista (nuovo collegio) |                            |                         |                         |

## Risultati dei referendum

### Referendum sulla permanenza del Regno Unito nell'Unione europea del 2016
|        | Collegio    | Lasciare UE % | Rimanere in UE % |
| ------ | ----------- | ------------- | ---------------- |
|        | Falkirk     | 41,9%         | 58,1%            |
| Scozia | 38,0%       | 62,0%         |                  |
|        | Regno Unito | 51,9%         | 48,1%            |